# Torneo Preolímpico FIBA 2016
El Torneo Preolímpico FIBA 2016 fue el tercer torneo clasificatorio para los Juegos Olímpicos del Comité Olímpico Internacional, esta vez, para Río 2016. El torneo es organizado por la FIBA y se disputó del 4 al 10 de julio de 2016 en tres sedes distintas.
Esta edición contó con un nuevo formato de competición, pues cada sede albergó un torneo con seis equipos, de los que únicamente el respectivo campeón lograba la clasificación al certamen olímpico. Otra novedad es el aumento de equipos, pasando de 12 a 18, y la cantidad de sedes, pasando de una a tres.

## Equipos participantes
Participaron 15 equipos que se clasificaron en los torneos continentales correspondientes.
Los participantes se completan con tres equipos adicionales, para formar tres torneos de seis equipos cada uno, haciendo un total de 18 participantes.
| FIBA África                 | FIBA Américas             | FIBA Asia            | FIBA Europa                                  | FIBA Oceanía  |
| --------------------------- | ------------------------- | -------------------- | -------------------------------------------- | ------------- |
| Angola Túnez Senegal        | Canadá México Puerto Rico | Filipinas Irán Japón | Francia Serbia Grecia Italia República Checa | Nueva Zelanda |
| Países organizadores        |                           |                      |                                              |               |
| Filipinas - Italia - Serbia |                           |                      |                                              |               |
| Países invitados            |                           |                      |                                              |               |
| Turquía - Croacia - Letonia |                           |                      |                                              |               |

## Formato
La competición en esta ocasión se subdividió en tres, cada una de ellas independiente de las otras. En cada uno de los grupos, los seis integrantes se dividen en dos grupos, donde de cada grupo avanzan dos equipos a semifinales, y los ganadores de estas disputan el acceso a los Juegos Olímpicos.

## Sedes
El 26 de septiembre de 2015, la FIBA anunció que los países que se habían postulado para albergar alguno de los tres torneos eran:
| - República Checa - Alemania - Grecia - Irán - Israel | - Italia - México - Filipinas - Serbia - Turquía |

El plazo para presentar la candidatura final terminó el 11 de noviembre. Es de notar que Alemania, Israel, Serbia y Turquía por Europa solo pueden participar en el torneo preolimpoico si acogen un torneo, ya que no se han clasificado para él. Por el contrario, si un torneo se celebra en Europa y lo organiza uno de los ya clasificados para el preolímpico (República Checa, Grecia o Serbia) entonces Letonía podría participar también como primera no clasificada para el torneo preolímpico por Europa. Y también Croacia, si otro de los torneos preolímpicos se jugase en otro país de Europa de los ya clasificados (y que no fuera en uno de los tres que se clasifican a estos torneos solo si lo acogen). En el caso de la zona Américas, solamente si México organiza un torneo preolímpico podría participar la República Dominicana, como primera selección no clasificada en el torneo FIBA Américas de 2015. En el caso de la zona asiática, solamente si uno de los torneos se celebra en Irán o Filipinas podría participar Líbano, como primera selección asiática no clasificada. No hubo ningún país africano, ni otros países asiáticos, ni otros americanos, ni oceánicos que se postularon como sedes y que por tanto pudiesen acceder a un torneo preolímpico de los tres mediante la organización de uno de ellos.
Finalmente, el 19 de enero de 2016 FIBA dio a conocer las sedes, Italia, Serbia y Filipinas, y los tres equipos invitados para reemplazar a estos tres, puesto que ya estaban clasificados: Letonia, Croacia y Turquía.

### Estadios
| Turín             | Manila             | Belgrado          |
| ----------------- | ------------------ | ----------------- |
| Pala Alpitour     | Mall of Asia Arena | Kombank Arena     |
| Capacidad: 16 600 | Capacidad: 16 000  | Capacidad: 22 242 |
|                   |                    |                   |

## Sorteo
El sorteo se realizó el 26 de enero de 2016 en Mies, Suiza, sede de la FIBA. Allí se dio a conocer, además, el formato de disputa del torneo.
| - Torneo de Turín - Grupo A - Grecia - México - Irán - Grupo B - Italia - Túnez - Croacia | - Torneo de Belgrado - Grupo A - Serbia - Angola - Puerto Rico - Grupo B - Japón - República Checa - Letonia | - Torneo de Manila - Grupo A - Turquía - Senegal - Canadá - Grupo B - Filipinas - Nueva Zelanda - Francia |

## Primera plaza, Torneo de Belgrado

### Primera fase

#### Grupo A
| Equipo      | Pts | PG | PP | PF  | PC  | Dif |
| ----------- | --- | -- | -- | --- | --- | --- |
| Serbia      | 4   | 2  | 0  | 170 | 141 | 29  |
| Puerto Rico | 3   | 1  | 1  | 172 | 168 | 4   |
| Angola      | 2   | 0  | 2  | 141 | 174 | -33 |

| 4 de julio | Serbia                                                    | 87–81                | Puerto Rico                                            | Belgrado                                                                            |  |
|            | Parciales: 21-22, 20-9, 28-20, 18-30                      |                      |                                                        |                                                                                     |  |
|            | Estadísticas N. Nedovic - 14 N. Jokić - 8 M. Teodosic - 6 | Reporte Pts Reb Asts | Estadísticas 21 - J. Holland 7 - P. Ramos 3 - J. Barea | Pabellón: Kombank Arena Árbitros: Daniel HIERREZUELO Joseph BISSANG Michael WEILAND |  |

| 5 de julio | Puerto Rico                                          | 91–81                | Angola                                                      | Belgrado                                                                           |  |
|            | Parciales: 20-18, 26-15, 33-19, 12-29                |                      |                                                             |                                                                                    |  |
|            | Estadísticas J. Barea - 18 J. Barea - 5 J. Barea - 7 | Reporte Pts Reb Asts | Estadísticas 21 - C. Morais 6 - F. Ambrosio 2 - G. Domingos | Pabellón: Kombank Arena Árbitros: Daniel HIERREZUELO Emin MOGULKOC Michael WEILAND |  |

| 6 de julio | Angola                                                      | 60–83                | Serbia                                                    | Belgrado                                                                          |  |
|            | Parciales: 23-30, 15-17, 13-22, 9-14                        |                      |                                                           |                                                                                   |  |
|            | Estadísticas R. Moore - 10 B. Fernandes - 6 G. Domingos - 2 | Reporte Pts Reb Asts | Estadísticas 17 - N. Jokić 6 - N. Jokić 8 - B. Bogdanović | Pabellón: Kombank Arena Árbitros: Joseph BISSANG Carmelo PATERNICO Fernando ROCHA |  |

#### Grupo B
| Equipo          | Pts | PG | PP | PF  | PC  | Dif |
| --------------- | --- | -- | -- | --- | --- | --- |
| Letonia         | 4   | 2  | 0  | 159 | 103 | 56  |
| República Checa | 3   | 1  | 1  | 146 | 142 | 4   |
| Japón           | 2   | 0  | 2  | 115 | 175 | -60 |

| 4 de julio | Japón                                                       | 44–88                | Letonia                                                    | Belgrado                                                                     |  |
|            | Parciales: 11-26, 12-20, 15-18, 10-24                       |                      |                                                            |                                                                              |  |
|            | Estadísticas K. Takeuchi - 12 K. Takeuchi - 4 Y. Tabuse - 4 | Reporte Pts Reb Asts | Estadísticas 20 - D. Bertans 8 - J. Berzins 6 - J. Berzins | Pabellón: Kombank Arena Árbitros: Fernando ROCHA Emin MOGULKOC Samir ABAAKIL |  |

| 5 de julio | Letonia                                                       | 71–59                | República Checa                                                 | Belgrado                                                                          |  |
|            | Parciales: 13-20, 18-10, 20-15, 20-14                         |                      |                                                                 |                                                                                   |  |
|            | Estadísticas D. Bertans - 18 D. Bertans - 5 J. Strelnieks - 5 | Reporte Pts Reb Asts | Estadísticas 10 - B. Schilb 8 - T. Satoránský 8 - T. Satoránský | Pabellón: Kombank Arena Árbitros: Joseph BISSANG Fernando ROCHA Carmelo PATERNICO |  |

| 6 de julio | República Checa                                           | 87–71                | Japón                                                    | Belgrado                                                                           |  |
|            | Parciales: 23-14, 25-21, 21-16, 18-20                     |                      |                                                          |                                                                                    |  |
|            | Estadísticas L. Palyza - 22 P. Auda - 6 T. Satoránský - 7 | Reporte Pts Reb Asts | Estadísticas 18 - N. Tsuji 7 - Y. Watanabe 6 - Y. Tabuse | Pabellón: Kombank Arena Árbitros: Daniel HIERREZUELO Samir ABAAKIL Michael WEILAND |  |

### Segunda fase
|  | Semifinales | Semifinales     | Semifinales |             |        | Final  | Final | Final |  |
|  |             |                 |             |             |        |        |       |       |  |
|  |             |                 |             |             |        |        |       |       |  |
|  | 1           | Serbia          | 96          |             |        |        |       |       |  |
|  | 1           | Serbia          | 96          |             |        |        |       |       |  |
|  | 4           | República Checa | 72          |             |        |        |       |       |  |
|  | 4           | República Checa | 72          |             | Serbia | Serbia | 108   |       |  |
|  |             |                 |             |             | Serbia | Serbia | 108   |       |  |
|  |             |                 | Puerto Rico | Puerto Rico | 77     |        |       |       |  |
|  | 3           | Letonia         | Puerto Rico | Puerto Rico | 77     | 70     |       |       |  |
|  | 3           | Letonia         |             |             |        | 70     |       |       |  |
|  | 2           | Puerto Rico     | 77          |             |        |        |       |       |  |
|  | 2           | Puerto Rico     | 77          |             |        |        |       |       |  |
|  |             |                 |             |             |        |        |       |       |  |

#### Semifinales
| 8 de julio | Serbia                                                            | 96–72                | República Checa                                                     | Belgrado                                                                          |  |
|            | Parciales: 26-17, 19-19, 28-22, 23-14                             |                      |                                                                     |                                                                                   |  |
|            | Estadísticas B. Bogdanović - 21 B. Bogdanović - 8 M. Teodosic - 6 | Reporte Pts Reb Asts | Estadísticas 14 - T. Satoránský 7 - T. Satoránský 7 - T. Satoránský | Pabellón: Kombank Arena Árbitros: Daniel HIERREZUELO Fernando ROCHA Emin MOGULKOC |  |

| 8 de julio | Letonia                                                    | 70–77                | Puerto Rico                                                | Belgrado                                                                           |  |
|            | Parciales: 13-17, 17-16, 20-18, 20-26                      |                      |                                                            |                                                                                    |  |
|            | Estadísticas J. Timma - 16 A. Pasecniks - 9 D. Bertans - 7 | Reporte Pts Reb Asts | Estadísticas 15 - J. Holland 10 - R. Balkman 5 - C. Arroyo | Pabellón: Kombank Arena Árbitros: Joseph BISSANG Michael WEILAND Carmelo PATERNICO |  |

#### Final
| 9 de julio | Serbia                                                         | 108–77               | Puerto Rico                                             | Belgrado                                                                            |  |
|            | Parciales: 37-11, 23-16, 22-29, 26-21                          |                      |                                                         |                                                                                     |  |
|            | Estadísticas B. Bogdanović - 26 N. Jokić - 8 B. Bogdanović - 8 | Reporte Pts Reb Asts | Estadísticas 22 - J. Barea 4 - A.Vassallo 6 - C. Arroyo | Pabellón: Kombank Arena Árbitros: Daniel HIERREZUELO Joseph BISSANG Michael WEILAND |  |

## Segunda plaza, Torneo de Turín

### Primera fase

#### Grupo A
| Equipo | Pts | PG | PP | PF  | PC  | Dif |
| ------ | --- | -- | -- | --- | --- | --- |
| Grecia | 4   | 2  | 0  | 164 | 123 | 41  |
| México | 3   | 1  | 1  | 145 | 156 | -11 |
| Irán   | 2   | 0  | 2  | 123 | 153 | -30 |

| 4 de julio | Grecia                                                               | 78–53                | Irán                                                                  | Turín                                                                   |  |
|            | Parciales: 27-21, 21-10, 18-16, 12-6                                 |                      |                                                                       |                                                                         |  |
|            | Estadísticas G. Antetokounmpo - 16 I. Papapetrou - 6 N. Calathes - 6 | Reporte Pts Reb Asts | Estadísticas 16 - H. Hadadi 8 - O. Sahakian 5 - M. Jamshidijafarabadi | Pabellón: Palaisozaki Árbitros: Jorge VAZQUEZ Emilio PEREZ Borys SHULGA |  |

| 5 de julio | Irán                                                          | 70–75                | México                                                  | Turín                                                                                  |  |
|            | Parciales: 14-17, 12-19, 21-17, 23-22                         |                      |                                                         |                                                                                        |  |
|            | Estadísticas B. Yakhchali - 20 A. Kazemi - 9 B. Yakhchali - 3 | Reporte Pts Reb Asts | Estadísticas 18 - F. Cruz 8 - H. Hernández 4 - P. Stoll | Pabellón: Palaisozaki Árbitros: Matej BOLTAUZER Jurgis LAURINAVICIUS Yevgeniy MIKHEYEV |  |

| 6 de julio | México                                                    | 70–86                | Grecia                                                              | Turín                                                                      |  |
|            | Parciales: 16-15, 19-18, 13-27, 22-26                     |                      |                                                                     |                                                                            |  |
|            | Estadísticas F. Cruz - 19 I. Gutierrez - 11 O. Mendez - 5 | Reporte Pts Reb Asts | Estadísticas 21 - G. Antetokounmpo 9 - I. Bourousis 7 - N. Calathes | Pabellón: Palaisozaki Árbitros: Jorge VAZQUEZ Milivoje JOVCIC Borys SHULGA |  |

#### Grupo B
| Equipo  | Pts | PG | PP | PF  | PC  | Dif |
| ------- | --- | -- | -- | --- | --- | --- |
| Italia  | 4   | 2  | 0  | 135 | 101 | 34  |
| Croacia | 3   | 1  | 1  | 132 | 119 | 13  |
| Túnez   | 2   | 0  | 2  | 93  | 140 | -47 |

| 4 de julio | Túnez                                                   | 41–68                | Italia                                                      | Turín                                                                            |  |
|            | Parciales: 12-19, 15-13, 2-22, 12-14                    |                      |                                                             |                                                                                  |  |
|            | Estadísticas M. El Mabrouk - 11 H. Braa - 9 M. Roll - 5 | Reporte Pts Reb Asts | Estadísticas 15 - A. Bargnani 9 - D. Gallinari 3 - N. Melli | Pabellón: Palaisozaki Árbitros: Matej BOLTAUZER MIlivoje JOVCIC Arnaud KOM NJILO |  |

| 5 de julio | Italia                                                         | 67–60                | Croacia                                                    | Turín                                                                      |  |
|            | Parciales: 21-23, 14-12, 21-12, 13-13                          |                      |                                                            |                                                                            |  |
|            | Estadísticas M. Belinelli - 19 D. Gallinari - 8 A. Gentile - 4 | Reporte Pts Reb Asts | Estadísticas 26 - B. Bogdanović 10 - D. Saric 3 - D. Saric | Pabellón: Palaisozaki Árbitros: Emilio PEREZ Milivoje JOVCIC Jorge VAZQUEZ |  |

| 6 de julio | Croacia                                                   | 72–52                | Túnez                                                     | Turín                                                                             |  |
|            | Parciales: 12-12, 17-12, 22-12, 21-16                     |                      |                                                           |                                                                                   |  |
|            | Estadísticas B. Bogdanović - 25 D. Saric - 9 K. Simon - 3 | Reporte Pts Reb Asts | Estadísticas 21 - M. Roll 9 - M. Ben Romdhane 5 - M. Roll | Pabellón: Palaisozaki Árbitros: Matej BOLTAUZER Jurgis LAURINAVICIUS Emilio PEREZ |  |

### Segunda fase
|  | Semifinales | Semifinales | Semifinales |        |         | Final   | Final | Final |  |
|  |             |             |             |        |         |         |       |       |  |
|  |             |             |             |        |         |         |       |       |  |
|  | 1           | Grecia      | 61          |        |         |         |       |       |  |
|  | 1           | Grecia      | 61          |        |         |         |       |       |  |
|  | 4           | Croacia     | 66          |        |         |         |       |       |  |
|  | 4           | Croacia     | 66          |        | Croacia | Croacia | 84    |       |  |
|  |             |             |             |        | Croacia | Croacia | 84    |       |  |
|  |             |             | Italia      | Italia | 78      |         |       |       |  |
|  | 3           | Italia      | Italia      | Italia | 78      | 79      |       |       |  |
|  | 3           | Italia      |             |        |         | 79      |       |       |  |
|  | 2           | México      | 54          |        |         |         |       |       |  |
|  | 2           | México      | 54          |        |         |         |       |       |  |
|  |             |             |             |        |         |         |       |       |  |

#### Semifinales
| 8 de julio | Grecia                                                                     | 61–66                | Croacia                                                  | Turín                                                                     |  |
|            | Parciales: 13-31, 21-13, 15-8, 12-14                                       |                      |                                                          |                                                                           |  |
|            | Estadísticas E. Perperoglou - 13 G. Antetokounmpo - 9 G. Antetokounmpo - 4 | Reporte Pts Reb Asts | Estadísticas 20 - B. Bogdanović 8 - K. Simon 5 - R. Ukic | Pabellón: Palaisozaki Árbitros: Matej BOLTAUZER Emilio PEREZ Borys SHULGA |  |

| 8 de julio | Italia                                                       | 79–54                | México                                                 | Turín                                                                              |  |
|            | Parciales: 19-13, 19-15, 20-13, 21-13                        |                      |                                                        |                                                                                    |  |
|            | Estadísticas D. Gallineri - 15 N. Melli - 6 M. Belinelli - 4 | Reporte Pts Reb Asts | Estadísticas 20 - F. Cruz 7 - F. Cruz 4 - J. Gutierrez | Pabellón: Palaisozaki Árbitros: Jorge VAZQUEZ Milivoje JOVCIC Jurgis LAURINAVICIUS |  |

#### Final
| 9 de julio | Croacia                                                      | 84–78                | Italia                                                         | Turín                                                                      |  |
|            | Parciales: 19-12, 20-22, 15-18, 16-18 (T.E.: 14-8)           |                      |                                                                |                                                                            |  |
|            | Estadísticas B. Bogdanović - 26 D. Saric - 13 M. Hezonja - 4 | Reporte Pts Reb Asts | Estadísticas 18 - M. Belinelli 8 - D. Gallineri 4 - A. Gentile | Pabellón: Palaisozaki Árbitros: Matej BOLTAUZER Emilio PEREZ Jorge VAZQUEZ |  |

## Tercera plaza, Torneo de Manila

### Primera fase

#### Grupo A
| Equipo  | Pts | PG | PP | PF  | PC  | Dif |
| ------- | --- | -- | -- | --- | --- | --- |
| Canadá  | 4   | 2  | 0  | 135 | 124 | 11  |
| Turquía | 3   | 1  | 1  | 137 | 139 | -2  |
| Senegal | 2   | 0  | 2  | 117 | 126 | -9  |

| 5 de julio | Turquía                                              | 69–77                | Canadá                                                 | Manila                                                                                |  |
|            | Parciales: 17-21, 13-18, 17-20, 22-18                |                      |                                                        |                                                                                       |  |
|            | Estadísticas S. Guler - 14 S. Erden - 8 S. Guler - 3 | Reporte Pts Reb Asts | Estadísticas 21 - C. Joseph 7 - K. Birch 5 - C. Joseph | Pabellón: Mall of Asia Arena Árbitros: Sasa PUKL Miguel PEREZ PEREZ Soufian SI YOUCEF |  |

| 6 de julio | Canadá                                                    | 58–55                | Senegal                                               | Manila                                                                                |  |
|            | Parciales: 22-20, 11-8, 14-14, 11-13                      |                      |                                                       |                                                                                       |  |
|            | Estadísticas C. Joseph - 13 T. Thompson - 10 T. Ennis - 3 | Reporte Pts Reb Asts | Estadísticas 16 - M. Ndour 10 - M. Ndour 4 - T. Niang | Pabellón: Mall of Asia Arena Árbitros: Luigi LAMONICA Michael AYLEN Soufian SI YOUCEF |  |

| 7 de julio | Senegal                                                | 62–68                | Turquía                                                     | Manila                                                                                |  |
|            | Parciales: 11-10, 12-23, 20-13, 19-22                  |                      |                                                             |                                                                                       |  |
|            | Estadísticas M. Ndoye - 15 M. Ndour - 11 C. Hannah - 4 | Reporte Pts Reb Asts | Estadísticas 23 - A. Muhammed 11 - S. Erden 4 - A. Muhammed | Pabellón: Mall of Asia Arena Árbitros: Sasa PUKL Miguel PEREZ PEREZ Soufian SI YOUCEF |  |

#### Grupo B
| Equipo        | Pts | PG | PP | PF  | PC  | Dif |
| ------------- | --- | -- | -- | --- | --- | --- |
| Francia       | 4   | 2  | 0  | 159 | 143 | 16  |
| Nueva Zelanda | 3   | 1  | 1  | 148 | 146 | 2   |
| Filipinas     | 2   | 0  | 2  | 164 | 182 | -18 |

| 5 de julio | Francia                                                | 93–84                | Filipinas                                                  | Manila                                                                              |  |
|            | Parciales: 22-30, 23-13, 32-23, 16-18                  |                      |                                                            |                                                                                     |  |
|            | Estadísticas N. de Colo - 27 B. Diaw - 9 T. Parker - 6 | Reporte Pts Reb Asts | Estadísticas 21 - A. Blatche 9 - T. Rosario 3 - J. William | Pabellón: Mall of Asia Arena Árbitros: Luigi LAMONICA Michael AYLEN Elias KOROMILAS |  |

| 6 de julio | Filipinas                                                  | 80–89                | Nueva Zelanda                                           | Manila                                                                              |  |
|            | Parciales: 17-21, 14-17, 22-22, 27-29                      |                      |                                                         |                                                                                     |  |
|            | Estadísticas A. Blatche - 30 G. Norwood - 7 G. Norwood - 3 | Reporte Pts Reb Asts | Estadísticas 25 - T. Webster 11 - T. Webster 4 - S. Ili | Pabellón: Mall of Asia Arena Árbitros: Sasa PUKL Elias KOROMILAS Miguel PEREZ PEREZ |  |

| 7 de julio | Nueva Zelanda                                              | 59–66                | Francia                                                  | Manila                                                                              |  |
|            | Parciales: 14-13, 17-10, 17-15, 11-28                      |                      |                                                          |                                                                                     |  |
|            | Estadísticas C. Webster - 21 M. Vukona - 12 C. Webster - 3 | Reporte Pts Reb Asts | Estadísticas 11 - M. Gelabale 6 - B. Diaw 4 - T. Heurtel | Pabellón: Mall of Asia Arena Árbitros: Luigi LAMONICA Michael AYLEN Elias KOROMILAS |  |

### Segunda fase
|  | Semifinales | Semifinales   | Semifinales |         |        | Final  | Final | Final |  |
|  |             |               |             |         |        |        |       |       |  |
|  |             |               |             |         |        |        |       |       |  |
|  | 1           | Canadá        | 78          |         |        |        |       |       |  |
|  | 1           | Canadá        | 78          |         |        |        |       |       |  |
|  | 4           | Nueva Zelanda | 72          |         |        |        |       |       |  |
|  | 4           | Nueva Zelanda | 72          |         | Canadá | Canadá | 74    |       |  |
|  |             |               |             |         | Canadá | Canadá | 74    |       |  |
|  |             |               | Francia     | Francia | 83     |        |       |       |  |
|  | 3           | Francia       | Francia     | Francia | 83     | 75     |       |       |  |
|  | 3           | Francia       |             |         |        | 75     |       |       |  |
|  | 2           | Turquía       | 63          |         |        |        |       |       |  |
|  | 2           | Turquía       | 63          |         |        |        |       |       |  |
|  |             |               |             |         |        |        |       |       |  |

#### Semifinales
| 9 de julio | Canadá                                                     | 78–72                | Nueva Zelanda                                           | Manila                                                                             |  |
|            | Parciales: 23-25, 19-17, 16-12, 20-18                      |                      |                                                         |                                                                                    |  |
|            | Estadísticas C. Joseph - 23 T. Thompson - 10 C. Joseph - 4 | Reporte Pts Reb Asts | Estadísticas 21 - C. Webster 10 - T. Webster 4 - R. Loe | Pabellón: Mall of Asia Arena Árbitros: Sasa PUKL Elias KOROMILAS Ferdinand PASCUAL |  |

| 9 de julio | Francia                                                 | 75–63                | Turquía                                              | Manila                                                                                 |  |
|            | Parciales: 18-16, 19-14, 16-13, 22-20                   |                      |                                                      |                                                                                        |  |
|            | Estadísticas T. Heurtel - 17 B. Diaw - 7 T. Heurtel - 4 | Reporte Pts Reb Asts | Estadísticas 19 - Ö. Aşık 7 - S. Erden 5 - E. Arslan | Pabellón: Mall of Asia Arena Árbitros: Luigi LAMONICA Michael AYLEN Miguel PEREZ PEREZ |  |

#### Final
| 10 de julio | Canadá                                                    | 74–83        | Francia                                                  | Manila                                                                            |  |
|             | Parciales: 25-30, 11-9, 15-17, 23-27                      |              |                                                          |                                                                                   |  |
|             | Estadísticas C. Joseph - 20 T. Thompson - 7 C. Joseph - 6 | Pts Reb Asts | Estadísticas 26 - T. Parker 5 - N. de Colo 4 - T. Parker | Pabellón: Mall of Asia Arena Árbitros: Luigi LAMONICA Sasa PUKL Ferdinand PASCUAL |  |

## Clasificados
| Serbia | Croacia | Francia |